# Nicéforo III Botaniates
Nicéforo III Botaniates (em grego: Νικηφόρος Γ΄ Βοτανειάτης; romaniz.: Nikēphoros III Botaneiatēs), imperador bizantino entre 1078 e 1081, pertencia a uma família que reclamava descender dos Fábios romanos e dos Focas bizantinos. Nicéforo Botaniates fora general nos exércitos de Constantino IX Monômaco e de Romano IV Diógenes, e no reinado de Miguel VII Ducas tornou-se governador do Tema Anatólio e o comandante de todas as tropas na parte asiática do império.
Em 1078 revoltou-se contra Miguel VII Ducas e o seu ministro das finanças Niceforitzes, e com a conivência dos turcos seljúcidas, marchou sobre Niceia, onde se proclamou imperador. Confrontado com outro general sublevado, Nicéforo Briénio (pai ou avô do césar Nicéforo Briénio), a sua eleição foi ratificada pela aristocracia e pelo clero, enquanto Miguel VII abdicava e se tornava monge. Em Março ou Junho de 1078 Nicéforo III Botaniates entrou triunfalmente em Constantinopla e foi coroado pelo patriarca Cosme I. Com o auxílio do general Aleixo I Comneno, derrotou Briénio e outros rivais, mas não conseguiu deter a invasão turca da Ásia Menor.
Com o propósito de consolidar a sua posição, Nicéforo III procurou casar-se com Eudócia Macrembolitissa, mãe de Miguel VII e viúva dos imperadores Constantino X Ducas e Romano IV Diógenes. O seu plano foi empecido pelo césar João Ducas, e Nicéforo casou-se com Maria de Alânia, a viúva de Miguel VII, em violação dos cânones da Igreja. No entanto, Nicéforo recusou-se a reconhecer os direitos sucessórios dos filho de Maria, Constantino Ducas, o que fez do imperador o alvo das conspirações e suspeitas da facção dos Ducas na corte. A administração de Nicéforo também se deparou com obstáculos, uma vez que os cortesões por ele nomeados se incompatibilizaram com os funcionários permanentes e não conseguiram impedir a continuada desvalorização da moeda bizantina.
Nicéforo tornou-se cada vez mais dependente do apoio de Aleixo Comneno, que derrotou a rebelião de Nicéforo Basilácio nos Bálcãs e de Nicéforo Melisseno na Anatólia (1080). O Império Bizantino também enfrentava ameaças externas, tais como o duque normando Roberto Guiscardo da Apúlia, que declarou guerra sob o pretexto de defender os direitos do jovem Constantino Ducas, prometido à sua filha Helena. Com Aleixo à frente de um numeroso contingente reunido para enfrentar a invasão normanda, a facção dos Ducas, liderada pelo césar João Ducas, conspirou para derrubar Nicéforo e substituí-lo por Aleixo. Não tendo conseguido o apoio nem dos turcos seljúcidas e nem de Nicéforo Melisseno (sendo que ambos eram seus inimigos declarados), Nicéforo III viu-se forçado a abdicar depois de um golpe sem violência em 1081. O imperador deposto retirou-se para um mosteiro que ele próprio instituíra e aí morreu nesse mesmo ano.